# إلين غلوفر
إلين غلوفر (بالإنجليزية: Elaine Glover)‏ هي ممثلة بريطانية، ولدت في 1982 في المملكة المتحدة.

## وصلات خارجية
- إلين غلوفر على موقع IMDb (الإنجليزية)
- إلين غلوفر على موقع قاعدة بيانات الفيلم (الإنجليزية)